# Slobodan Komljenović
Slobodan Komljenović - em sérvio, Слободан Комљеновић (Frankfurt am Main, 2 de fevereiro de 1971) - é um ex-futebolista alemão de origens sérvias.

## Carreira
Passou 12 dos 14 anos de sua carreira em clubes da terra de nascimento. Jogou por mais tempo no Eintracht Frankfurt, de sua cidade natal e clube onde começou a carreira, em 1992. Após sair do Eintracht, em 1997, passaria apenas duas temporadas nos seus clubes seguintes, até encerrar a carreira em 2006, no Munique 1860.

## Seleção
Recebeu sua primeira convocação para a Seleção Iugoslava em 1994, na primeira partida que o recém-desmembrado país realizaria após o fim das sanções da FIFA pelas Guerras de Independência internas: um amistoso contra o Brasil, recém-tetracampeão na Copa do Mundo daquele ano. Embora jamais tenha se firmado totalmente na seleção - jogou apenas 22 partidas entre 1994 e 2000 -, participou dos dois torneios disputados pela Iugoslávia pós-guerra antes do país adotar o nome de Sérvia e Montenegro, em 2003: a Copa do Mundo de 1998 e a Eurocopa 2000. 
Destacou-se no mundial da França, onde o zagueiro foi surpreendentemente o artilheiro da equipe, marcando dois gols em três jogos - contra os EUA, na primeira fase, e contra os Países Baixos, nas oitavas-de-final, quando empatou parcialmente a partida (que os neerlandeses acabariam vencendo, no final).